# Rue Ernest-Renan (Reims)
La rue Ernest-Renan est une voie de la commune de Reims, située au sein du département de la Marne, en région Grand Est.

## Situation et accès
La rue Ernest-Renan appartient administrativement au quartier Clairmarais.
Elle se commence Rue de Courcelles et aboutie Place du Danemark.
La voie est majoritairement à double sens.

## Origine du nom
Elle porte ce nom pour commémorer Ernest Renan.

## Historique
Ancienne rue des Romains pour partie, elle porte sa dénomination actuelle de Rue Ernest-Renan, depuis 1903.

## Bâtiments remarquables et lieux de mémoire
- Les Magasins Généraux.
- L'église du Sacré Cœur : Eglise désacralisée, accueille depuis décembre 2020, l’Atelier de vitraux Simon-Marq.
- Au 83 : lieu de l'ancienne filature de laine peignée Marteau Frères, puis usine de construction automobile Panhard et Levassor, puis Citroën, actuellement magasins de commerce et bureaux Métro[1].

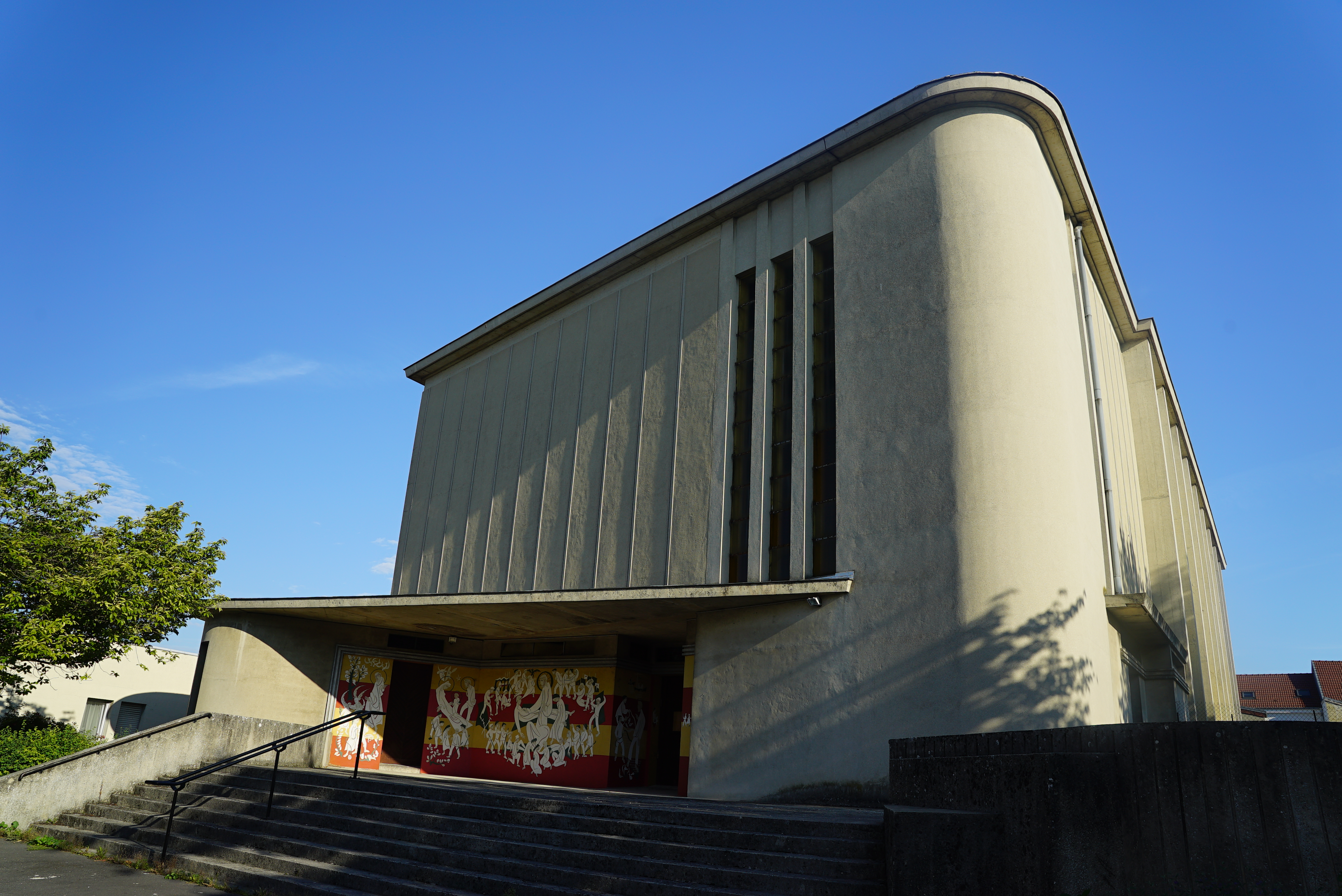
Église du sacré coeur.
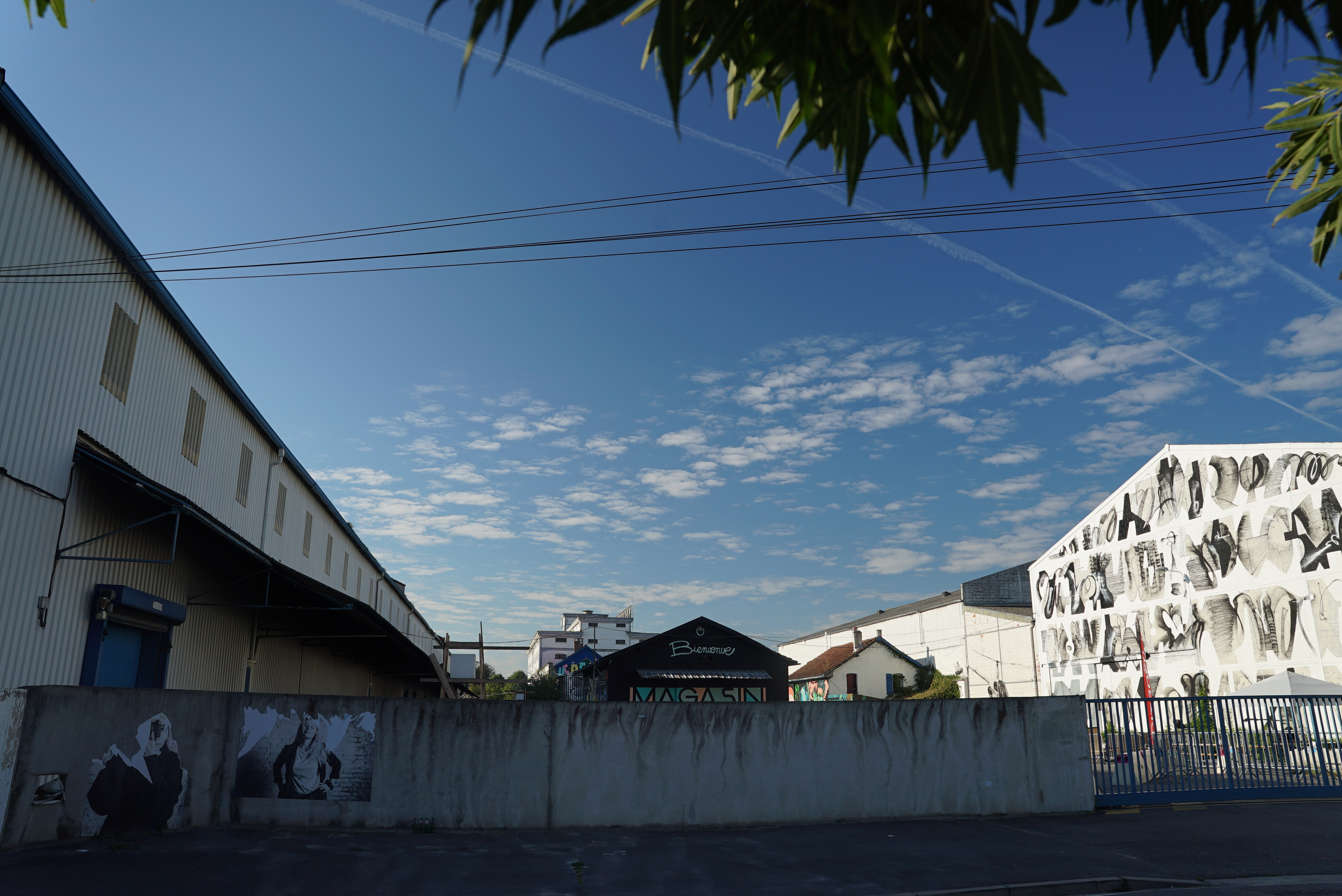
Entrée des Magasins généraux.